# 帕茨夸罗
帕茨夸罗（西班牙語：Pátzcuaro，普雷佩查语： /Pʰáskʷaɽo/）是墨西哥米却肯州的一个大城镇和市镇。该镇始建于1320年代，最初是普雷佩查帝国的首都，后来成为其仪式中心。西班牙人接管后，瓦斯科德基罗加努力使帕茨夸罗成为新西班牙米却肯省的首府，但在他去世后，首都迁往附近的巴利亚多利德（今天的莫雷利亚）。从那时起，帕茨夸罗一直保留其殖民和土著特征，2002年，帕茨夸罗被墨西哥政府命名为第9个“魔法小镇”。帕茨夸罗及其所属的湖区以举办亡灵节庆祝活动而闻名。

## 名称
帕茨夸罗（西班牙語：Pátzcuaro）的含义有几种可能性：一个是“phascuaro”，意思是“染成黑色的地方”；或“patatzecuaro”，意思是“基础的地方”；另一个可能的意思是“petatzimícuaro”，“牛棚的地方”；其他可能的含义是“快乐的地方”或是“寺庙所在地”。

## 名胜古迹
- 主广场或瓦斯科德基罗加广场（西班牙語：Plaza de Vasco de Quiroga）是拉丁美洲最大的殖民广场，拥有数百年历史的树木和带有门户的豪宅。周围是市政宫、巨人之家、盾牌之家、惠齐门加里宫和伊图尔贝庄园酒店。
- 市政宫（西班牙語：Palacio municipal）建于18世纪，后来增建。它是市政厅和其他政府机构的所在地。在这个建筑群中是旅游局和帕茨夸罗市历史档案馆，它保存着16世纪至今的文件。

## 自然景点

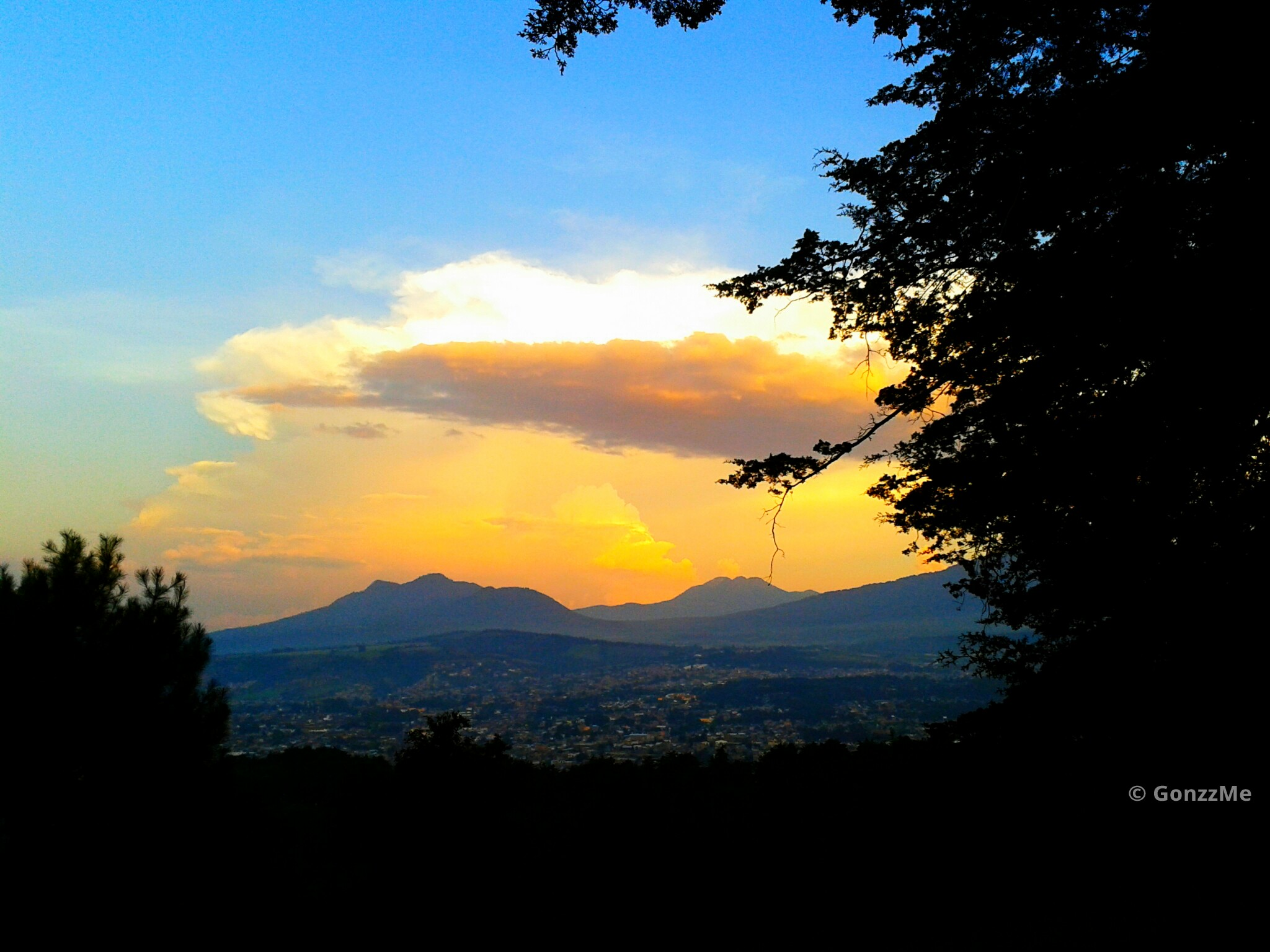
从埃尔埃斯特里波山瞭望台看地平线

- 帕茨夸罗湖.
- 尤努恩岛（西班牙语：Yunuén）
- 哈尼齐奥岛